# ملكة جمال البرازيل 2025
ملكة جمال البرازيل 2025 (بالبرتغالية: Miss Brasil 2025) وتعرف رسميًا بإسم ملكة جمال الكون البرازيل 2025، تعتبر النسخة الحادية والسبعين من مسابقة ملكة جمال البرازيل، أقيمت في مؤتمرات كوليسيو، ساو باولو في 13 فبراير 2025. في نهاية الحدث توجت غابرييلا لاسيردا من بياوي فائزة باللقب من قبل إيدا ماريا فارغاس، ملكة جمال الكون 1963. ستمثل لاسيردا البرازيل في مسابقة ملكة جمال الكون 2025. لم تكن لوآنا كافالكانتي من بيرنامبوكو، ملكة جمال الكون البرازيلية المنتهية ولايتها حاضرة.

## النتائج

### المراكز النهائية
| المركز                        | المتسابقة |
| ----------------------------- | --- |
| ملكة جمال الكون البرازيل 2025 | - بياوي — غابرييلا لاسيردا |
| الوصيف الأول                  | - ريو غراندي دو سول – ألين فريتش |
| الوصيف الثاني                 | - إسبيريتو سانتو — آنا كارولينا سيولين |
| أفضل 6                        | - ماتو غروسو دو سول — إيريكا كاسيا غونسالفيس - بارانا – باولا أسونساو - سيرجيبي – ساوري كارفاليو |
| أفضل 14                       | - أمازوناس – روسي بانكوف - سيارا – برونا راموس ديل نيرو - ماتو غروسو – نايلا بوزيو - ميناس جيرايس – فيكتوريا ويتزل - بارا – راكيل ألبوكيركي - بيرنامبوكو – جاد دي ليو - سانتا كاتارينا – إيمانويل بامبلونا - ساو باولو – كارولين دي مورايس |